# Freedom Convoy

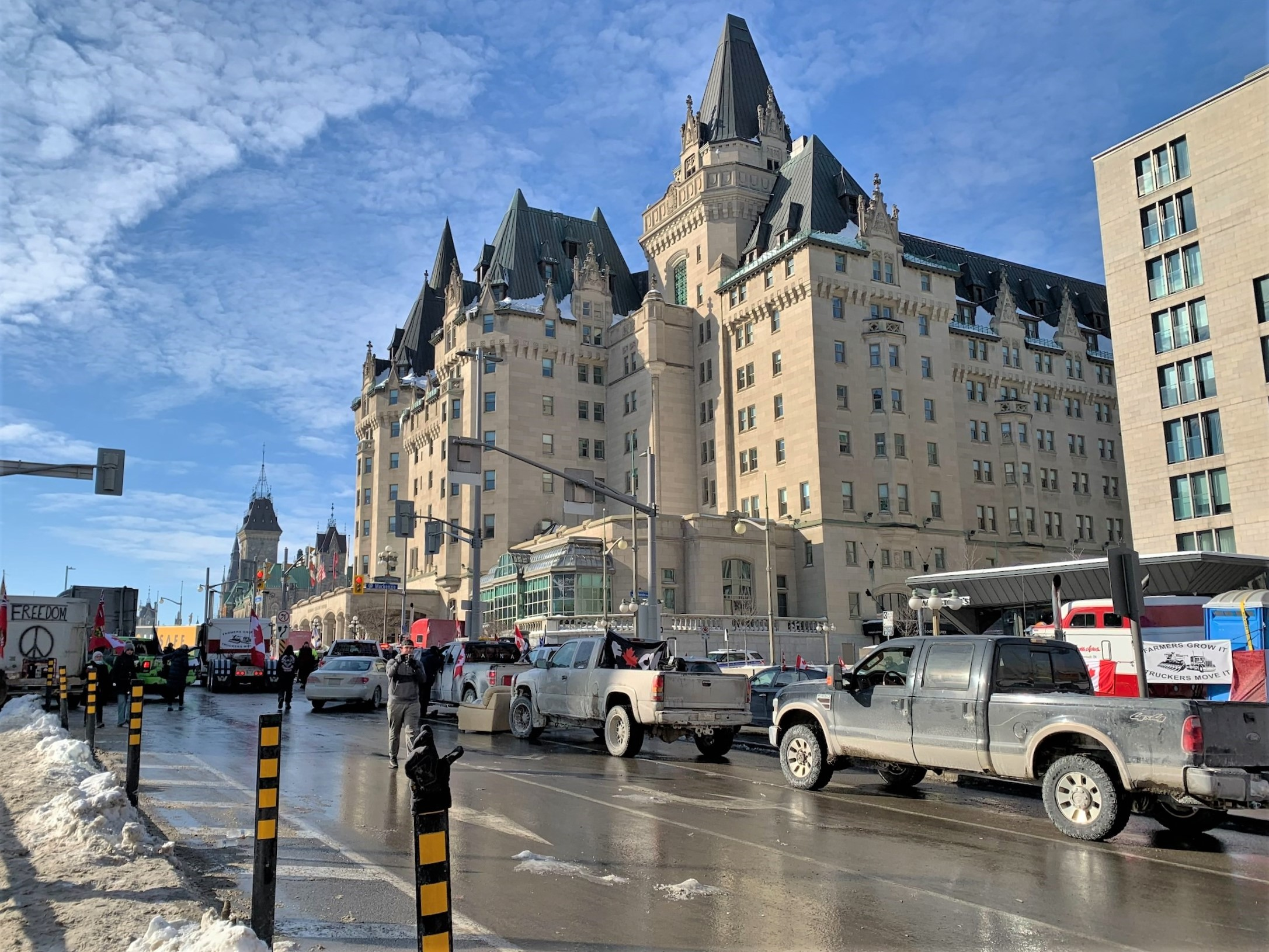
Der Konvoi in Ottawa

Freedom Convoy (französisch Convoi de la liberté, deutsche Übersetzung Freiheits-Konvoi) war die Selbstbezeichnung einer Protestbewegung von Truckern und deren Straßenblockade, die sich bildete, nachdem die kanadische Regierung am 15. Januar 2022 die Einreisebedingungen für Fernfahrer, welche die Grenze zwischen Kanada und den Vereinigten Staaten überqueren möchten, im Hinblick auf die COVID-19-Pandemie verschärft hatte. Zuvor waren diese generell von der verpflichtenden 14-tägigen Quarantäne ausgenommen gewesen; nun galt dies nur noch, soweit sie eine Corona-Impfung vorweisen konnten.
Am 14. Februar rief der kanadische Premierminister Justin Trudeau ein bisher nie angewandtes Notstandsgesetz für ganz Kanada aus, das dem Premier kurzzeitig die Macht gibt, Bürgerrechte außer Kraft zu setzen, um die öffentliche Ordnung wiederherzustellen.

## Verlauf

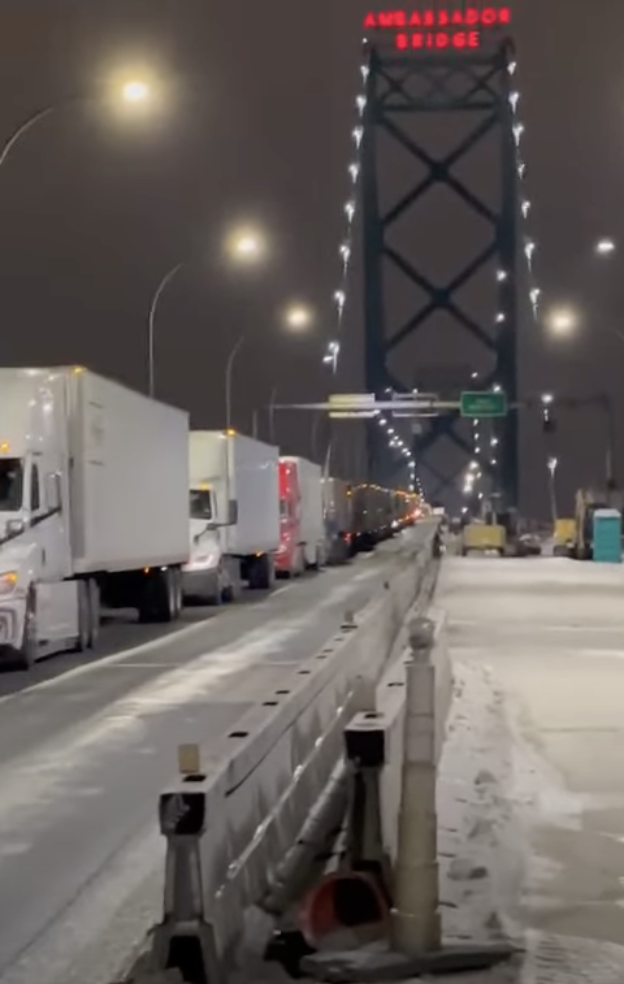
Trucker blockieren die Ambassador Bridge

Die Bewegung bildete sich als Protestaktion von hunderten LKW-Fahrern, die von Prince Rupert zu einer 5.000 Kilometer langen Protestfahrt zur Bundeshauptstadt Ottawa aufbrachen. Sieben Tage lang fuhr die Kolonne aus Sattelschleppern, Kleinlastern, SUV und Pkw über den Trans-Canada Highway. Weitere Konvois schlossen sich unterwegs an oder steuerten Ottawa aus anderen Richtungen an.
Am 29. Januar 2022 trafen sie sich in der Bundeshauptstadt Ottawa, um sich auf dem Parliament Hill zu versammeln. In der Hauptstadt angekommen, blockierten sie mit ihren Fahrzeugen schließlich Teile der Innenstadt. Die kanadische Polizei ging zu Anfang der Proteste nach eigener Schätzung von 8.000 bis 15.000 Protestierenden aus.
Nach einer Woche bestand der „Freedom Convoy“, der sich in eine andauernde Straßenblockade in mehreren kanadischen Städten verwandelt hatte, aus etwa 1.000 Fahrzeugen. Nach etwa zwei Wochen hatte der Convoy die gesamte Innenstadt von Ottawa und eine wichtige Handelsroute nach Detroit blockiert. Daraufhin rief Doug Ford für die Provinz Ontario den Notstand aus und kündigte Strafmaßen zur Beendigung der Blockaden an.
Am 12. Februar räumte die kanadische Polizei die Ambassador Bridge. Die Brücke wird von täglich 40.000 Berufspendlern und Touristen genutzt, welche nun am Grenzübertritt zu den USA gehindert wurden. Vor den Protesten, die den Verkehr lahmlegten, passierten jeden Tag Lastwagen mit Waren im Wert von 323 Millionen Dollar die Brücke – mehr als ein Viertel des Warenverkehrs zwischen den USA und Kanada.
Am 14. Februar 2022, 16 Tage nach Beginn der Trucker-Proteste, setzte der kanadische Premier Justin Trudeau ein Notstandsgesetz für ganz Kanada in Kraft, das es seiner Regierung unter anderem erlaubt, die Trucker-Proteste als „öffentliche Versammlung“ zu verbieten. Das Gesetz erlaubte der Regierung unter anderem auch Bankkonten einzufrieren, da die Trucker aus Kanada, den USA und anderen Ländern Großspenden erhalten hatten. US-amerikanische Medien sprachen in diesem Zusammenhang von einem grenzüberschreitenden „Kultur- und Stellvertreterkrieg“ um Corona-Schutzmaßnahmen. Trudeau sagte bei der Verhängung des Notstands, dieser werde nicht verhängt, um das Militär einzusetzen oder die Meinungsfreiheit und legalen Protest einzuschränken, sondern nur, um Recht und Ordnung wiederherzustellen.
Am 15. Februar gab der Chef der Polizei von Ottawa, die chronischen Personalmangel verzeichnet, seinen Rücktritt bekannt. Die Polizei war massiver Kritik ausgesetzt, sich nicht gegen die Trucker durchgesetzt zu haben. Tatsächlich hatte die Polizei die Proteste sowie davon ausgehende Ordnungswidrigkeiten und mitunter auch strafrechtlich relevante Handlungen teilweise nicht verfolgt. So kam es während der Proteste zur Entweihung von Denkmälern, sowie zur Einschüchterung und Belästigung von Anwohnern und Menschen mit Migrationshintergrund. Bis zum 6. Februar war in 50 Fällen wegen Hasskriminalität ermittelt worden. Mindestens einmal wurde auch eine Gruppe von bewaffneten Demonstranten festgenommen, die mit einer Vielzahl von Schusswaffen, Munition und schusssicheren Westen ausgestattet war.

## Organisatoren
Unter den Organisatoren des sogenannten „Freedom Convoy“ waren drei militär-taktisch geschulte Personen: ein ehemaliger RCMP Offizier, der bis 2021 für die Sicherheit des Premierministers zuständig war; ein ehemaliger Mitarbeiter des Militärgeheimdienstes, der bis zu seiner Entlassung als einer der führenden Terrorismusexperten Kanadas galt; ein dritter diente über 25 Jahre als Offizier der Kanadischen Streitkräfte.

## Rezeption
Der volkswirtschaftliche Schaden für Kanada betrug nach etwa zwei Wochen der Blockade 860 bis 1.200 Millionen US-Dollar.
Mehrere Meinungsumfragen kamen zum Ergebnis, dass die kanadische Bevölkerung die Proteste mehrheitlich ablehnte. 
Der lokale TV-Sender Toronto CityNews  veröffentlichte am 12. Februar 2022 auf seiner Internetseite die Umfrageergebnisse der Maru Group von 1506 Erwachsenen. Demnach glaubten 67 Prozent der Befragten, dass die Proteste von „ausländischen Interessenten“ finanziert werden. 64 Prozent befürworteten laut der Umfrage den Einsatz des kanadischen Militärs zur Räumung der Lastwagen. 53 Prozent unterstützen die Anwendung von Gewalt durch die Polizei um Trucker, ihre Familien und andere, die sich weigern zu gehen, zu entfernen. Zwei Drittel der Befragten sahen die Demokratie durch die Demonstrationen bedroht. 
Laut einer Umfrage des Angus Reid Instituts waren 65 Prozent der Meinung, dass die Kommentare und Aktionen des kanadischen Premierministers Justin Trudeau die Gesamtsituation rund um die Proteste verschlimmert hätten. 42 Prozent waren der Meinung, dass auch die führende Oppositionspolitikerin Candice Bergen zu einer Verschlimmerung der Situation beigetragen habe. 72 Prozent der Umfrageteilnehmer stimmten der Aussage zu, „die Protestler haben ihren Standpunkt vertreten und sollten nun nach Hause fahren“.

## Andere Staaten
Die Aktionen der Demonstranten inspirierte vereinzelt Nachahmer in anderen Ländern, darunter in Frankreich, Neuseeland und Belgien. Die Teilnehmerzahl in besagten Staaten war aber um ein Vielfaches geringer. In Frankreich ging die Polizei wesentlich konsequenter gegen die Demonstranten vor und verhinderte am 12. Februar 2022, dass ein Konvoi in die Innenstadt von Paris vordringen konnte. Bei der Aktion gab es 44 Festnahmen. Bei der Beschlagnahmung von Fahrzeugen wurden auch Waffen wie Schleudern, Hämmer und Messer entdeckt.
Politiker der US-amerikanischen Republikanischen Partei, darunter Donald Trump und Ted Cruz, bezeichneten die Teilnehmer als „Helden“. In den USA waren Trucker-Konvoys bereits beim Präsidentschaftswahlkampf 2020 eine verbreitete Form der Unterstützungsbekundung für Trump gewesen.